# Amancio Ortega Gaona
Amancio Ortega Gaona   (Busdongo de Arbas, 28 de març de 1936) és un empresari espanyol dedicat al sector tèxtil. És fundador, juntament amb la seva exdona Rosalía Mera, i expresident del grup empresarial tèxtil Inditex, càrrec en el qual el va succeir Pablo Isla, i de la cadena de botigues de roba més coneguda del grup: Zara. El 12 de novembre de 2016, la seva fortuna va assolir una xifra de més de 71.800 milions de dòlars. A finals de 2009 el Ministeri d'Afers Exteriors i Cooperació li va concedir la Gran Creu de l'Ordre del Mèrit Civil.

## Biografia

### Vida personal
Fill d'Antonio Ortega Rodríguez (nascut a Valladolid) i de Josefina Gaona Hernández (natural de Valoria la Buena), el seu pare treballava de ferroviari a Busdongo de Arbas (província de Lleó). Ortega va néixer a Busdongo de Arbas el 1936, però es va traslladar a Tolosa (Guipúscoa) amb tres mesos, perquè el seu pare va ser designat cap de l'estació. Va viure a la vila guipuscoana fins als 12 anys, encara que algunes de les seves biografies «oficials» diuen que només fins als vuit anys. Estudiava amb Antonio, el seu germà gran, al col·legi de «els francesos», el Sagrat Cor. La família Ortega va deixar Tolosa rumb a Galícia, la nova destinació del pare, i allí començaria a teixir-se l'imperi Zara.
Va tenir dos fills amb la seva primera esposa Rosalía Mera: Sandra (nascuda el 1968) i Marcos (nascut el 1971 i afectat per una paràlisi cerebral). Es va casar en 2001 amb Flora Pérez Marcote, mare de la seva altra filla, Marta (nascuda el 10 de gener del 1984).
Té quatre nets; tres fills de Sandra (Martiño, Antía i Uxía), i un de la seva filla Marta amb Sergio Álvarez (Amancio).

### Carrera empresarial
La seva carrera al món del tèxtil comença a l'edat de catorze anys a La Corunya, com a empleat de dues conegudes botigues de roba. Després de treballar un temps a Santiago de Compostel·la, el 1963 crea la companyia Confecciones GOA, SA (les seves inicials en sentit invers), dedicada a la fabricació de barnussos. El negoci creix progressivament en aquesta dècada, sent distribuït el producte a diferents països europeus. La seva filosofia és la de ser no només el venedor, sinó també el fabricant i distribuïdor. Els seus biògrafs destaquen com a trets fonamentals del seu caràcter l'individualisme, el gran poder d'observació i el seu perfeccionisme.
El 1975 s'obre la primera botiga de Zara en un cèntric carrer de La Corunya, al carrer Juan Flórez, on es venia roba per a home, dona i nen. El 1976, GOASAM es constitueix com a propietària de Zara, i els seus establiments comencen a obrir-se per tot Espanya. Amb l'augment del volum d'activitats de l'empresa, el 1985 es crea el grup Inditex.
El 1988, amb la seva botiga a Porto (Portugal), comença la seva expansió internacional, la qual a principis de la dècada del 1990 va créixer significativament per Europa, Amèrica, Àsia, Orient Mitjà i nord d'Àfrica. Ha creat firmes com Pull & Bear, Bershka i Oysho, i va adquirir els grups Massimo Dutti (1995) i Stradivarius (1999). El 2001 treu a la borsa la seva empresa Inditex, que actualment és coneguda per ser el primer grup tèxtil del món. Ha rebut crítiques per practicar la deslocalització i l'explotació laboral per obtenir majors beneficis.
A més del negoci tèxtil, Ortega ha diversificat la seva iniciativa empresarial cap a altres sectors industrials, com l'immobiliari, el financer, els concessionaris d'automòbils o la gestió de fons d'inversió.
El gener de 2011, Amancio anuncia als seus treballadors a través d'una carta que abandona la presidència del grup Inditex.
Segons la revista Forbes, el 23 d'octubre de 2015 Amancio Ortega es va col·locar momentàniament per davant de Bill Gates com a persona més rica del món coincidint amb el màxim borsari en la història d'Inditex. Una cosa similar tornaria a ocórrer durant uns minuts el 7 de setembre del 2016.

## Patrimoni
La fortuna d'Amancio Ortega el 2017 es calcula de l'ordre de 72.700 milions d'euros. És considerat des de fa anys com un dels cinc homes més rics del món. A l'any 2023, el seu patrimoni va ser de 81.800 milions d'euros.
Actualment és el màxim accionista d'Inditex, amb gairebé el 60%.
A través de la societat Pontegadea, aglutina tot el seu patrimoni basat en la inversió immobiliària. Aquest patrimoni es concentra a Madrid i Barcelona, situat en l'eix de les principals carrers de negocis de sengles ciutats, on posseeix més d'una vintena d'immobles distribuïts pel passeig de la Castellana, Serrano, Recoletos, Ortega y Gasset (Madrid), i al passeig de Gràcia o via Laietana (Barcelona). Internacionalment, també posseeix immobles en cinc grans capitals europees (París, Berlín, Roma, Lisboa i Londres).
| Empresa      | Capital  | Societat                                                                | Participació |
| ------------ | -------- | ----------------------------------------------------------------------- | ------------ |
| Inditex      | 59,294 % | Gartler, S. L. (fins al 2011); actualment Pontegadea Inversiones, S. L. | 50,010 %     |
| Inditex      | 59,294 % | Partler 2006, S. L.                                                     | 9,284 %      |
| Banco Pastor | 5,001 %  | Pontegadea Inversiones, S. L.                                           | 5,001 %      |

## Filantropia
El 2001 crea la Fundació Amancio Ortega, institució privada sense ànim de lucre amb seu a Arteixo (província de La Corunya), que pretén promoure diferents tipus d'activitats, fonamentalment en el camp de l'educació i l'assistència social. Entre altres accions, a través d'aquesta fundació va donar a l'octubre de 2012 20 milions d'euros a Càritas, que és la major donació que ha rebut l'ONG en la seva història. Aquesta mateixa fundació té també un programa de beques per a estudiar Primer de Batxillerat al Canadà i Estats Units d'Amèrica, obert a nivell nacional. Durant el curs escolar 2016/17 hi va haver 500 becats repartits per Amèrica del Nord (250 en territori canadenc i altres 250 als Estats Units d'Amèrica).
El març de 2017, en ocasió del 81è aniversari del seu fundador, la fundació va anunciar la seva major donació fins a la data: 320 milions d'euros a la sanitat pública per combatre el càncer. Aquesta donació suposa una extensió d'una altra de 17 milions realitzada el 2015 per a hospitals de Galícia i Andalusia, i va servir per a l'adquisició i manteniment, en hospitals de tot Espanya, de més de 290 equips d'última generació en la detecció i tractament de diferents tipus de càncer.
El juliol de 2017, l'Associació Espanyola de Fundacions (AEF) va guardonar en la seva segona edició dels Premis AEF a Amancio Ortega en la categoria d'Iniciativa Filantrópica 2017.